# Emiliekilde
Emiliekilde (egentlig Emilia's Kilde, lejlighedsvis også Amiliekilde) er et monument i klassicistisk stil ved Strandvejen og Emiliekildevej i Klampenborg, Skovshoved Sogn, Gentofte Kommune. Det er tegnet 1780 af Nicolai Abildgaard og rejst 1782 af grev Ernst Heinrich von Schimmelmann som mindesmærke over hans første hustru, Emilie Caroline, født Rantzau (1752-1780). Familien Schimmelmann boede om sommeren på det nærtbeliggende landsted Sølyst.
Monumentet er ca. 5,70 meter højt og er opført af rød granit. Søjlen er beklædt med marmor. Digtet på stenen er forfattet af Christen Henriksen Pram:
"Emilia. Her vankede du eengang

Ach forlængst ey meer

Helligt er det Sted du yndede

Uskyldighed Himlens Uskyldighed

opfylde Hiertet ved dit Navn

Og hvo som har elsket

nævne det med Taarer

†

Anno 1780"
Mindesmærket indgik i romantikkens kultur og er afbildet på adskillige guldaldermalerier.
Monumentet blev fredet i 1918.
I 2016 blev monumentet af Gentofte Kommune istandsat, så det igen, efter mange års forfald og forvitring, kom til at fremstå som da det blev opført i 1782. Istandsættelsen kostede ca. 130.000 kroner.